# Michel Parisse
Michel Parisse (Void, Mosa, Lorena, 1 de maig de 1936 - París, 5 d'abril de 2020) fou un historiador francès, especialista en història medieval, particularment de la Lorena i d'Alemanya.
Michel Parisse va estudiar a l'escola secundària a Metz. Després de l'"Agrégation d'histoire" (acreditació per a l'ensenyament secundari), va ser professor en una escola secundària de Metz. Després es va convertir en assistent de recerca a la càtedra de Jean Schneider a la Universitat de Nancy. La seva tesi doctoral, de 1966, fou sobre "Actes des évêques de Metz (1120-1179)"; posteriorment, 1975, la Thèse d'État (tesi d'habilitació per a l'ensenyament superior a França) tractà sobre La noblesse lorraine (XIe – XIIIe siècle); a partir d'aleshores fou professor d'història medieval a la Universitat de Nancy. Allà va ser cap del centre de recerca en història i edició de textos medievals (ARTEM "Atelier de recherche sur les textes médiévaux et leur traitement assisté"). Del 1985 al 1991 va ser director de la "Mission historique française en Allemagne" a Göttingen. Des de 1993 fins a la seva jubilació el 2002, va ser professor d'història medieval a la Universitat de París I. A la Universitat de París introduí els estudis de llatí medieval i la paleografia i en publicà diversos llibres: Apprendre le latin médiéval (1996), Traduire le latin médiéval (amb M. Goullet, 2003), Lexique Latin-français. Antiquité et Moyen Age (2006), i Manuel de paléographie médiévale (2006).
Parisse va ser membre del Grup de treball de Constança per a la història medieval (des del 1994), de l'Acadèmia de Ciències de Magúncia (des del 1997), membre corresponent de la Direcció Central dels Monumenta Germaniae Historica (des de 1999), de l'Acadèmia de Stanislas (Nancy) i de l'Acadèmia de Ciències de Göttingen (des de 2005), membre de l'Académie nationale de Metz i de la Société des antiquaires de France. Parisse va ser honorat amb la Creu de l'Orde al Mèrit de la República Federal Alemanya. Va obtenir el doctorat honoris causa per la Universitat Lliure de Berlín el 2000, en particular pels seus serveis a les relacions acadèmiques franco-alemanyes.
Els seus estudis es van centrar en la Lorena medieval, el monacat, la diplomàcia i l'Alemanya medieval. Parisse va publicar nombrosos treballs sobre història constitucional, social i de l'església alemanya. Va editar cartes del bisbe Frotari de Toul (segle ix) i el diplomatari de Teobald I, duc de Lorena. El 2000 va dirigir la secció "Carlemany entre la realitat i l'actualitat" al 43è "Historikertag" (jornada d'historiadors) d'Aquisgrà.
Va morir de COVID-19 el 2020 durant la pandèmia COVID-19 a França.

## Publicacions més importants
- Noblesse et chevalerie en Lorraine médiévale. Les familles nobles du XIe au XIIIe siècle (= Publications Université de Nancy. vol. 2). Nancy, Service des publications de l'Université de Nancy, 1982, ISBN 2-86480-127-2.
- L'Allemagne au XIIIe siècle. De la Meuse à l'Oder. París, Picard, 1994, ISBN 2-7084-0471-7.
- Allemagne et Empire au Moyen Âge (= Collection Carré histoire. Bd. 57). Paris, Hachette, 2002, ISBN 2-01-145175-2.
- Religieux et religieuses en Empire: du Xe au XIIe siècle (= Les médiévistes français. vol. 11). Paris, Picard, 2011, ISBN 978-2-7084-0908-8.